# Amanda (pel·lícula de 1938)
Amanda (títol original Carefree) és una pel·lícula musical estatunidenca de Mark Sandrich, estrenada el 1938 i doblada al català.

## Argument
Una jove, Ginger Rogers, s'enamora del seu psicòleg Fred Astaire. El seu promès Ralph Bellamy, Stephen Arden, comença a trobar que el seu amic Tony Flagg (el psicòleg) no fa canviar gran cosa al pensament de matrimoni entre ell i Amanda. Després d'haver hipnotitzat Amanda, Tony s'adona que està enamorat d'ella i intenta en va reconciliar-se i després de la seva sessió no l'estima més. A causa (o gràcies) de Stephen, Amanda té un xoc i com ja no és sota hipnosi, torna a estimar molt Tony, amb qui es casa finalment.

## Repartiment
- Fred Astaire: El doctor Tony Flagg
- Ginger Rogers: Amanda Cooper
- Ralph Bellamy: Stephen Arden
- Luella Gear: Tia Cora
- Jack Carson: Thomas Connors
- Clarence Kolb: El jutge Travers
- Walter Kingsford: El doctor Powers
- Franklin Pangborn: Roland Hunter
- Hattie McDaniel: Hattie

## Nominacions
- Oscar a la millor direcció artística 1939 per Van Nest Polglase
- Oscar a la millor cançó original per Irving Berlin per la cançó "Change Partners and Dance with Me".
- Oscar a la millor banda sonora per Victor Baravalle